# Communauté de communes du Pays Villeréalais
La communauté de communes du Pays Villeréalais est une ancienne communauté de communes
française, située dans le département de Lot-et-Garonne et la région Aquitaine.

## Composition
| Nom                        | Code Insee | Gentilé      | Superficie (km2) | Population (dernière pop. légale) | Densité (hab./km2) |
| -------------------------- | ---------- | ------------ | ---------------- | --------------------------------- | ------------------ |
| Villeréal (siège)          | 47324      | Villeréalais | 13,92            | 1 273 (2014)                      | 91                 |
| Dévillac                   | 47080      |              | 9,25             | 131 (2014)                        | 14                 |
| Doudrac                    | 47083      | Doudracais   | 8,61             | 87 (2014)                         | 10                 |
| Mazières-Naresse           | 47164      |              | 8,93             | 130 (2014)                        | 15                 |
| Montaut                    | 47184      | Montautais   | 14,19            | 235 (2014)                        | 17                 |
| Rayet                      | 47219      |              | 10,02            | 174 (2014)                        | 17                 |
| Saint-Étienne-de-Villeréal | 47240      |              | 14,62            | 303 (2014)                        | 21                 |
| Saint-Eutrope-de-Born      | 47241      |              | 38,28            | 697 (2014)                        | 18                 |

## Historique
Elle a été créée en 1996 et a disparu en janvier 2013, fusionnant avec 2 autres intercommunalités et des communes isolées pour former la Communauté de communes des Bastides en Haut-Agenais Périgord.